# Torrhalt
Torrhalt eller torrsubstanshalt (TH) är halten av torrsubstans i en lösning eller i ett material. Torrsubstansen är den mängd torrt material som återstår efter fullständig torkning. Fullständig torkning erhålles normalt genom standardiserat torkningsförfarande i ugn vid 105 °C i 24 timmar.
Normalt avses viktbaserad torrhalt (gravimetrisk bas), men volumetrisk bas kan också förekomma. Den viktsbaserade torrhalten (TH) definieras sålunda
{\displaystyle TH={\frac {m_{TS}}{m_{b}}}={\frac {m_{TS}}{(m_{TS}+{m_{w}})}}}
Där {\displaystyle m_{TS}} är torrsubstansens massa, {\displaystyle m_{b}} är bulkmaterialets (fuktiga) massa och {\displaystyle m_{w}} är vattnets (fuktens) massa.
Begreppet torrsubstanshalt används i många sammanhang inom jordbruk och industri för att beskriva den andel av ett fuktigt material som inte avdunstar. Torrsubstanshalten är relaterad till fukthalten (FH) enligt
{\displaystyle TH=1-FH}
och ofta anges torrhalt liksom fukthalt i procent.